# 蒙图尔奈
蒙图尔奈（法語：Montournais，法語發音：[mɔ̃tuʁnɛ]）是法国卢瓦尔河地区大区旺代省的一个市镇，位于该省东部，属于丰特奈勒孔特区。

## 地理
蒙图尔奈（46°44'30"N, 0°45'47"W）面积29.14 平方千米，位于法国卢瓦尔河地区大区旺代省，该省份为法国西部沿海省份，北起大西洋卢瓦尔省和曼恩-卢瓦尔省，西临大西洋，南至滨海夏朗德省，东部及东南部与德塞夫勒省接壤。
与蒙图尔奈接壤的市镇（或旧市镇、城区）包括：塞夫尔河畔圣安德烈、拉梅耶赖蒂耶、默农布莱、普佐日、列奥米尔、圣梅曼。

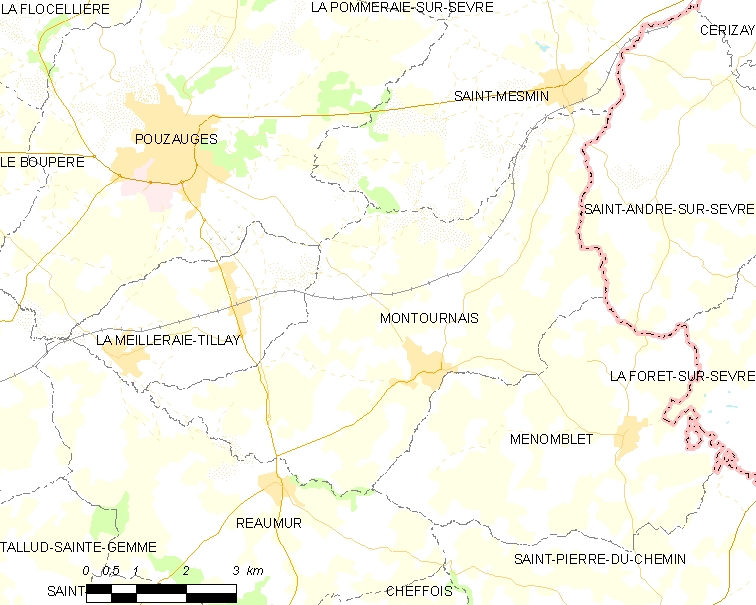
蒙图尔奈的OSM定位图

蒙图尔奈的时区为UTC+01:00、UTC+02:00（夏令时）。

## 行政
蒙图尔奈的邮政编码为85700，INSEE市镇编码为85147。

## 政治
蒙图尔奈所属的省级选区为莱塞比耶县。

## 人口

1962-2008年间蒙图尔奈人口变化图示

蒙图尔奈于2022年1月1日时的人口数量为1626人。